# Roger Chauviré
Pour les articles homonymes, voir Chauviré.
Roger Chauviré est un professeur de littérature française, traducteur et écrivain français né à Constantine (actuelle Algérie) le 6 avril 1880 et mort à Paris 16e le 14 mars 1957.

## Biographie
Agrégé de lettres en 1902 puis docteur de littérature en 1916, Roger Chauviré a enseigné au Prytanée militaire de La Flèche (Sarthe) et à l'université nationale d'Irlande de 1918 à 1948 en tant que professeur de littérature française. Romancier, poète et historien, il est l'auteur de nombreux articles et de plusieurs ouvrages sur l'histoire et les traditions mythologiques des pays gaéliques. Il fut également un spécialiste de l'œuvre de Jean Bodin et écrira une thèse publiée en 1914.
En 1922, il remporte le prix Archon-Despérouses. Il est lauréat du grand prix du roman de l'Académie française en 1933.

## Œuvres
- 1914 : Jean Bodin, auteur de « La République », Champion.
- 1914 : Colloque de Jean Bodin. Des secrets cachez des choses sublimes entre sept sçavans qui sont de différens sentimens [Extraits], Paris, Champion, 229 p. (lire en ligne)
- 1926 : La Geste de la Branche rouge, Librairie de France.

- Prix Montyon 1927 de l’Académie française
- 1929 : L'Incantation, Firmin-Didot.

- Prix Montyon 1930 de l’Académie française
- 1933 : Mademoiselle de Bois-Dauphin, grand prix du roman de l'Académie française.
- 1937 : Le Secret de Marie Stuart, Armand Colin.
- 1938 : Cécile Vardoux, Flammarion.
- 1947 : préface de L'épopée irlandaise T2.
- 1949 : Contes ossianiques, Presses universitaires de France
- 1949 : Greg le Libérateur, Flammarion.
- 1951 : La Guerre et l'amour, chronique du règne de Henri III, André Bonne.
- 1953 : Au fil des jours : poèmes, Éditions de l'Ouest.
- 1954 : Madame Marin ou la Vertu récompensée, André Bonne.